# Windows NT 3.5
Windows NT 3.5 — операционная система семейства Windows NT, разработанная корпорацией Microsoft и ориентированная на бизнес-сегмент. Она была выпущена 21 сентября 1994 года в качестве преемника Windows NT 3.1.
Одной из главных целей разработки Windows NT 3.5 было увеличение скорости работы операционной системы; в результате проекту было присвоено кодовое название «Daytona», являющееся отсылкой к гоночной трассе Daytona International Speedway в Дейтона-Бич, Флорида.
Вслед за Windows NT 3.5 были выпущены версии Windows NT 3.51 в 1995 году и Windows NT 4.0 в 1996 году. Поддержка и обновления для Windows NT 3.5 были прекращены корпорацией Microsoft 31 декабря 2001 года.

## Общая характеристика
В этой версии Windows NT впервые стали использоваться названия редакций системы Windows NT Workstation и Windows NT Server (в версии 3.1 редакции назывались Windows NT и Windows NT Advanced Server). Версия Workstation допускала подключение к файловому серверу только 10 клиентов и не поддерживала клиентов Apple Macintosh. Версия Server включала все возможные сетевые функции и опции.
Windows NT 3.5 включала интегрированную поддержку Winsock и TCP/IP. Первая версия Windows NT 3.1 включала лишь неполную реализацию TCP/IP; в NT 3.5 стеки TCP/IP и IPX/SPX были переписаны. Была добавлена поддержка прослойки совместимости для TCP/IP NetBIOS over TCP/IP (NetBT), а также добавлены клиенты и серверы DHCP и WINS.
Windows NT 3.5 могла предоставлять общий доступ к файлам через FTP, а к принтерам — через LPR. Были доступны серверы Gopher, WWW и WAIS. Комплект Windows NT 3.5 Resource Kit включал первую реализацию Microsoft DNS. Windows NT 3.5 поддерживала удалённый доступ к системе (Remote Access Service) с использованием модема, подключаемого к телефонной линии. Поддерживались протоколы SLIP и PPP.
Другими новыми возможностями Windows NT 3.5 являются поддержка VFAT (способность использовать имена файлов длиной до 255 символов), а также поддержка IOCP. Был добавлен новый экран запуска системы. Интерфейс был обновлён для соответствия с Windows for Workgroups 3.xx. Версия компонента Object Linking and Embedding (OLE) была обновлена с 1.0 до 2.0, что привело к повышению производительности и уменьшению объёма используемой памяти.
Windows NT 3.5 не поддерживала портативные компьютеры, так как для неё не было драйверов карт PCMCIA.
В июле 1995 года Windows NT 3.5 с пакетом обновлений Service Pack 3 был присвоен рейтинг TCSEC C2.
Windows NT 3.5 не может быть установлена на процессорах новее, чем исходная версия Pentium (ядро P5). Эта ошибка была исправлена в Windows NT 3.51. Установка могла быть осуществлена после модификации файлов на компакт-диске с дистрибутивом.

## Редакции
- Windows NT 3.5 Workstation
- Windows NT 3.5 Server

## Ограничения
Отсутствие драйверов для карт PCMCIA ограничивало пригодность NT 3.5 для ноутбуков. 
Чтобы установить Windows NT 3.5 на компьютер с процессором x86 шестого поколения или более поздней версии, необходимо изменить файлы на установочном CD-ROM. 

## Прием
Восприятие Windows NT 3.5 было положительным: После её появления многие корпоративные пользователи, которые отвергли версию 3.1 по тем или иным причинам, пересмотрели своё отношение к линии NT. В 1995 году доля Windows NT в своём секторе рынка возросла в 2 раза и составила 15%. В июле 1995 года Windows NT 3.5 с пакетом обновления 3 была оценена Агентством национальной безопасности как соответствующая критериям оценки доверенных компьютерных систем (TCSEC) C2. 

## Исходный код
В мае 2020 года в Интернет просочился полный исходный код второй версии-кандидата (сборка 782.1) Windows NT 3.5, а также исходный код оригинальной Xbox.